# 紫琅汽车
江苏紫琅汽车集团股份有限公司，简称紫琅汽车，是位于中华人民共和国江苏省南通市东郊的一家特种汽车制造企业，其生产的城市客车型号中的企业名称代号为NTT。
紫琅汽车的前身是1974年成立的南通特种车辆厂，后于1994年6月成立省级车辆企业。

## 主要车型
- NTT6105GEVB1
- NTT6120GEVN1
- NTT6129GSEVN1
- NTT6675GEVB1
- NTT6850GEVA1
- NTT6850GEVB1
- NTT6850GEVB2